# منحة الحكومة الكورية
برنامج منحة الحكومة الكورية (KGSP) هو برنامج المنح الدراسية برعاية (NIIED) أي المعهد الوطني للتعليم الدولي، والذي يهدف إلى توفير التعليم العالي في كوريا للطلاب الدوليين بهدف تعزيز التبادل الدولي في مجال التعليم والصداقة المتبادلة بين الدول المشاركة.
منذ تاسيسها سنة 1967 أكثر من 3000 طالب من 148 دولة تحصل على المنحة
هناك نوعان من البرامج، وكلاهما ينتمي إلى GKS. برنامج المنح الحكومية الكورية للطلاب الدوليين (KGSPIS) (대한민국 정부 초청 장학금) هذا لدعم دراسة الطلاب الدوليين في الجامعات الكورية (على مستوى البكالوريوس والدراسات العليا). هذه واحدة من برامج المنح الدراسية العديدة لمنحة كوريا العالمية (GKS). برنامج المنح الحكومية الكورية للدراسة في الخارج (KGSPSO) (대한민국 정부 국비 유학) هذا لدعم دراسة الطلاب الكوريين في الخارج (مستوى الدراسات العليا). هذه واحدة من برامج المنح الدراسية العديدة لمنحة كوريا العالمية (GKS). قائمة برامج GKS بالإضافة إلى البرنامجين أعلاه، هناك برامج مختلفة لدعوة الطلاب الدوليين إلى جمهورية كوريا (كوريا الجنوبية)، والتي تنتمي جميعها إلى «منحة كوريا العالمية (GKS)».
• برنامج المنح الحكومية الكورية للطلاب الدوليين (KGSPIS)
• برنامج المنح الحكومية الكورية للدراسة في الخارج (KGSPSO)
• برنامج دعوة الحكومة الكورية للدول الشريكة
• برنامج دعم الحكومة الكورية لطلاب النقد الأجنبي
• برنامج دعم الحكومة الكورية للطلاب الممولين ذاتيا
• GKS لطلاب العلوم والهندسة في دول الآسيان
• برنامج GKS الصيفي للطلاب الأفارقة وأمريكا اللاتينية
• برنامج التبادل الطلابي الكوري الياباني المشترك

## هدف البرنامج
يهدف برنامج المنح الكورية إلى دعم تبادل الخبرات الدولية في مجال التعليم العالي فضلا عن توطيد أواصر الصداقة والتعارف بين المشاركين من مختلف دول العالم.
كما يوفر برنامج المنح الحكومية الكورية للطلاب الدوليين (대한민국 정부 초청 장학금)
يوفر برنامج المنح الدراسية للحكومة الكورية للطلاب الدوليين (KGSPIS) «غير الكوريين» و «الكوريين في الخارج (الذين يستوفون معايير معينة)» التمويل والفرصة لإجراء دراسات على مستوى البكالوريوس أو الدراسات العليا في جامعات جمهورية كوريا (كوريا الجنوبية)). سواء كانت هناك حاجة إليها من قبل الجامعة أو ترغب في الحصول على منحة دراسية، يمكنهم الحصول على دعم مالي إضافي لتعلم اللغة الكورية. منذ إنشائها في عام 1967، أكمل أكثر من 3000 طالب من 148 دولة برنامج المنح الدراسية بنجاح. [2] [3]
تم تصميم هذا البرنامج لدعوة المواهب الدولية إلى كوريا الجنوبية، ودمج العلماء في الثقافة والمجتمع الكوري. إذا تم قبوله، فإن كل باحث يقضي عادةً عامًا واحدًا في كوريا الجنوبية لتعلم اللغة الكورية، يليه برنامج جامعي من 2 إلى 4 سنوات، اعتمادًا على مستوى دراسته. في عام 2015، تم قبول 820 طالبًا من 162 دولة في برنامج المنح الدراسية. [3] ومع ذلك، فشل 270 باحثًا في الحصول على شهادتهم في السنوات 2011-2015، مستشهدين بالحواجز اللغوية والثقافية. [4]
يتم توفير الدعم المالي لكل باحث من قبل الحكومة الكورية في شكل بدل شهري. يتلقى طلاب المرحلة الجامعية 800,000 KRW شهريًا بينما يتلقى طلاب الدراسات العليا 900,000 KRW شهريًا. [5] بالإضافة إلى ذلك، يوفر NIIED تذاكر سفر للطالب من وإلى وطنهم في بداية البرنامج ونهايته. يتم أيضًا منح رواتب وبدلات أخرى لكل باحث

## مدة المنحة

### الماجستر
سنة لدراسة اللغة الكورية وسنتين للحصول على الدرجة العلمية.(3سنوات)

### الدكتوراه
سنة لدراسة اللغة الكورية وثلاث سنوات للحصول على الدرجة العلمية.
بالنسبة للمتقدمين من خارج كوريا عليهم اتمام دراسة اللغة الكورية لمدة عام كامل قبل بدء الدرجة العلمية علما بأن لا يجوز البدء في الماجستر أو الدكتوراه الا بعد اجتياز على الأقل المستوى الثالث من اختبار اللغة (TOPIK)بعد مضي عام.

## شروط التقديم
-أن يكون طالبا دوليا.
-أن يكون عمره أقل من 40 عاماً.
-أن تكون شهادته بمعدل لايقل عن 80٪.
-أن يكون بصحة جيدة ولايعاني من أمراض جسدية أو عقلية.
أن ينال الشهادة التي تخوله متابعة دراسته في كوريا قبل 31 أب (أغسطس) من العام الحالي.

## معلومات أخرى عن المنحة
تغطي المنحة:
• كامل الرسوم الدراسية للبرنامج لمدة 3/4 سنوات.
• راتب شهري حوالي 900.000 وان
• تذاكر السفر ذهابًا وإيابًا.
• تغطي المنحة تكلفة كورس اللغة
• بدل بحثي 210.000 وون للباحثين في العلوم الانسانية والاجتماعية ومبلغ 240.000 وون للباحثين في مجال العلوم الطبيعية للتيرم الدراسي
دعم برنامج اللغة الكورية
قبل بدء دراسات شهادتهم، يتعين على علماء KGSP أن يأخذوا عامًا واحدًا من دراسات اللغة المكثفة في معهد لغة معين. يُطلب من جميع العلماء الحصول على المستوى 3 على الأقل (متوسط) في اختبار الكفاءة في اللغة الكورية (TOPIK) قبل أن يتمكنوا من متابعة دراساتهم الجامعية. [6] وفقًا لـ NIIED ، يسمح المستوى 3 من TOPIK للفرد «بأداء الوظائف اللغوية الأساسية اللازمة لاستخدام المرافق العامة المختلفة والحفاظ على العلاقات الاجتماعية.» المدة العادية لبرنامج اللغة هي سنة واحدة، ولكن يمكن التنازل عنها أو تقصيرها أو تمديدها اعتمادًا على نتائج TOPIK للباحث. يُعفى العلماء الذين حصلوا سابقًا على مستوى TOPIK من 5 أو 6 (متقدم) من برنامج اللغة، ويطلب منهم بدء دراستهم على الفور. إذا حصل أحد الطلاب على TOPIK 5 أو 6 خلال الأشهر الستة الأولى من برنامج اللغة، فيجب عليهم بدء دراستهم في بداية الفصل الدراسي التالي، مما يقلل من وقتهم في معهد اللغة بمقدار ستة أشهر. بالإضافة إلى ذلك، فإن العلماء الذين يفشلون في تحقيق TOPIK 3 بعد عام واحد من دراسات اللغة لا يمكنهم المضي قدمًا في دراساتهم الجامعية، ويجب عليهم إجراء ستة أشهر أخرى من دراسة اللغة في معهد اللغة الخاص بهم. لا يجوز للطلاب مغادرة كوريا الجنوبية أثناء برنامج اللغة حتى يتمكنوا من التركيز على دراساتهم. ومع ذلك، هناك استثناءات في حالات الطوارئ وشؤون الأسرة. تم تعيين معهد اللغة من قبل NIIED ولا يمكن تغييره. [6] تشمل معاهد اللغة مدارس مثل جامعة Keimyung وجامعة Dongseo ، وعادة ما تكون في مدينة مختلفة عن المدرسة المختارة لبرنامج الشهادة. يمنح هذا كل باحث الفرصة لاستكشاف مدن متعددة داخل كوريا الجنوبية. يُطلب من الذين ليس لديهم تأشيرة إقامة الحصول على تأشيرة D-4 للخضوع لدراسات اللغة. [9]
دعم الحصول على درجة جامعية
أثناء عملية التقديم، يختار العلماء البرنامج والجامعة لبرنامج درجتهم التي لا يمكن تغييرها، باستثناء الظروف القصوى. يخصص برنامج المنح الدراسية أربع سنوات للباحثين الذين يسعون للحصول على درجة البكالوريوس، وسنتين للحصول على درجة الماجستير وثلاث سنوات للحصول على درجة الدكتوراه. تعتمد متطلبات التخرج لكل باحث على البرنامج والجامعة. يُمنح العلماء الذين حصلوا على المستوى 5 من TOPIK أو أعلى مبلغًا إضافيًا قدره 100,000 KRW شهريًا مقابل البدل الشهري أثناء دراستهم للحصول على درجة علمية. يتم منح أموال إضافية للباحثين في المجالات القائمة على أبحاث الدراسات العليا. [2] أولئك الذين ليس لديهم تأشيرة إقامة مطالبون بالحصول على تأشيرة D-2 للخضوع لدراساتهم. [9] دعم إضافي بالإضافة إلى دعم الرسوم الدراسية وتكاليف المعيشة وتعلم اللغة الكورية، ستغطي حكومة جمهورية كوريا أدناه. * التأمين الصحي الوطني * تذكرة طيران بين الوطن الأم وجمهورية كوريا (مرة واحدة)
دعم إضافي
بالإضافة إلى دعم الرسوم الدراسية وتكاليف المعيشة وتعلم اللغة الكورية، ستغطي حكومة جمهورية كوريا أدناه. * التأمين الصحي الوطني * تذكرة طيران بين الوطن الأم وجمهورية كوريا (مرة واحدة)

## جامعات منحة كوريا الجنوبية
سيساعدك الجدول التالي في تحديد اولوياتك عندما تقدم الطلب، ضع رغباتك وفقاً لترتيب الجامعة من الأفضل إلى الاسفل.علماً ان هذا الترتيب بناءاً على تصنيفات عالمية للجامعات الكورية، ويعكس فقط الترتيب على المستوى المحلي في كوريا الجنوبية.
| ترتيب الجامعة | اسم الجامعة                                        | المدينة  |
| ------------- | -------------------------------------------------- | -------- |
| 1             | جامعة سيول الوطنية                                 | سيول     |
| 2             | المعهد الكوري المتقدم للعلوم والتكنولوجيا (KAIST)  | دايجون   |
| 3             | جامعة سونغكيونكوان (SKKU)                          | سيول     |
| 4             | جامعة بوهانج للعلوم والتكنولوجيا (POSTECH)         | بوهانج   |
| 5             | جامعة كوريا                                        | سيول     |
| 6             | معهد أولسان الوطني للعلوم والتكنولوجيا (UNIST)     | أولسان   |
| 7             | جامعة يونسي (حرم سيول)                             | سيول     |
| 8             | جامعة كيونغ هي                                     | سيول     |
| 9             | جامعة سيجونج                                       | سيول     |
| 10            | جامعة هانيانغ                                      | سيول     |
| 11            | معهد جوانجو للعلوم والتكنولوجيا                    | جوانجو   |
| 12            | تحديث الجامعة                                      | سوون     |
| 12            | جامعة تشونج أنج                                    | سيول     |
| 12            | جامعة إيها النسائية                                | سيول     |
| 12            | جامعة كونكوك                                       | سيول     |
| 12            | جامعة أولسان                                       | أولسان   |
| 17            | جامعة تشونام الوطنية                               | جوانجو   |
| 17            | جامعة اينها                                        | انشيون   |
| 17            | جامعة كيونغ بوك الوطنية                            | دايجو    |
| 17            | جامعة بوسان الوطنية                                | بوسان    |
| 17            | جامعة سوجانج                                       | سيول     |
| 17            | جامعة يونجنام                                      | جيونجسان |
| 23            | الجامعة الكاثوليكية في كوريا                       | سيول     |
| 23            | جامعة تشونغبوك الوطنية                             | تشونغجو  |
| 23            | جامعة تشونغنام الوطنية                             | دايجون   |
| 23            | جامعة جيونج سانج الوطنية                           | جينجو    |
| 23            | جامعة هاليم                                        | تشونشيون |
| 23            | جامعة إنتشون الوطنية                               | انشيون   |
| 23            | جامعة جيجو الوطنية                                 | جيجو     |
| 23            | جامعة جيونبوك الوطنية                              | جيونجو   |
| 23            | جامعة كانجوون الوطنية                              | تشونشيون |
| 23            | جامعة كوكمين                                       | سيول     |
| 23            | جامعة سيول                                         | سيول     |
| 23            | جامعة سيول الوطنية للعلوم والتكنولوجيا (SeoulTech) | سيول     |
| 23            | جامعة سونغسيل                                      | سيول     |

## روابط خارجية
-اقتصاد كوريا الجنوبية
-ثقافة كوريا